# Kings and Queens
«Kings and Queens» es el primer sencillo de la banda 30 Seconds to Mars del álbum This Is War.

## Antecedentes
El 11 de septiembre de 2009, Virgin Records América anunció "Kings and Queens" como primer sencillo del álbum This Is War de la banda 30 Seconds to Mars.

## Vídeo musical
El vídeo musical de este single fue estrenado el miércoles 11 de noviembre de 2009 en el MySpace de Nueva Zelanda, en un cortometraje en el que aparece la banda, fanes y extras recorriendo de noche las calles de Los Ángeles en bicicletas.
El 12 de septiembre de 2010, el videoclip fue galardonado con el premio al Mejor vídeo de rock en los MTV Video Music Awards, a los que estaba nominado en cuatro categorías. También fue nominado a Mejor Video en los Europe Music Awards.

## Posicionamiento en listas

### Semanales
| Alemania          | German Singles Chart      | 39 |
| Australia         | Australian Singles Chart  | 67 |
| Austria           | Austrian Singles Chart    | 35 |
| Bélgica (Flandes) | Ultratip 50               | 15 |
| Canadá            | Canadian Hot 100          | 70 |
| Escocia           | Scottish Singles Chart    | 19 |
| Estados Unidos    | Alternative Songs         | 1  |
| Estados Unidos    | Billboard Hot 100         | 82 |
| Estados Unidos    | Digital Songs             | 37 |
| Estados Unidos    | Mainstream Rock Songs     | 20 |
| Estados Unidos    | Rock Songs                | 4  |
| Nueva Zelanda     | New Zealand Singles Chart | 14 |
| Países Bajos      | Single Top 100            | 50 |
| Reino Unido       | UK Singles Chart          | 28 |
| República Checa   | Radio Top 100 Chart       | 58 |

### Certificaciones
| País          | Organismo certificador | Certificación | Ventas certificadas | Ref.   |
| ------------- | ---------------------- | ------------- | ------------------- | ------ |
| Nueva Zelanda | RMNZ                   | Oro           | 7500                | [ 12 ] |
| Reino Unido   | RMNZ                   | Plata         | 200 000             | [ 13 ] |

### Anuales
| Estados Unidos | Alternative Songs | 11 |
| Estados Unidos | Rock Songs        | 16 |

## Créditos y personal
- 30 Seconds to Mars: producción.
- Flood: producción.
- Steve Lillywhite: producción.
- Jared Leto: composición.
- Ryan Williams: ingeniería de sonido.
- Tom Biller: ingeniería adicional.
- Rob Kirwan: ingeniería adicional.
- Jamie Schefman: ingeniería adicional.
- Sonny Diperri: ingeniería adicional.
- Cuerdas adicionales orquestadas y grabadas por Michael Einziger en la Universidad de Harvard, Cambridge, Massachusetts.
- Mezclada por Ryan Williams en los Pulse Recording Studios, Los Ángeles, California.
- Masterizada por Stephen Marcussen en Marcussen Mastering, Hollywood, California.
- Grabada en The International Centre for the Advancement of the Arts and Sciences of Sound, Los Ángeles, California.

Fuente: Libreto de This Is War.